# Xã Pleasant Hill, Quận Sullivan, Missouri
Xã Pleasant Hill (tiếng Anh: Pleasant Hill Township) là một xã thuộc quận Sullivan, tiểu bang Missouri, Hoa Kỳ. Năm 2010, dân số của xã này là 142 người.